# Esteban Terradas i Illa
Esteban Terrades i Illa (também conhecido como Esteve Terradas; Barcelona, 15 de setembro de 1883 – Madrid, 9 de maio de 1950), foi um matemático e engenheiro espanhol.

## Educação e carreira
Obteve dois doutorados (em matemática e física) em 1904, e também dois graus em engenharia, pela Escuela Técnica Superior de Ingeniería Industrial de Barcelona (ETSEIB). Foi professor de análise matemática (lecionando equações diferenciais) e depois de física matemática da Universidade Central de Madrid. Também lecionou acústica, óptica, eletricidade, magnetismo e mecânica clássica na Universidade de Barcelona, lecionando mecânica também na Universidade de Zaragoza, Universidade de Buenos Aires, Universidade Nacional de La Plata e Universidade da República (Uruguai). Foi membro da Real Academia Espanhola, da Real Academia de Ciencias Exactas, Físicas y Naturales e da Real Academia de Ciencias y Artes de Barcelona.
Foi palestrante convidado do Congresso Internacional de Matemáticos em Cambridge (1912).

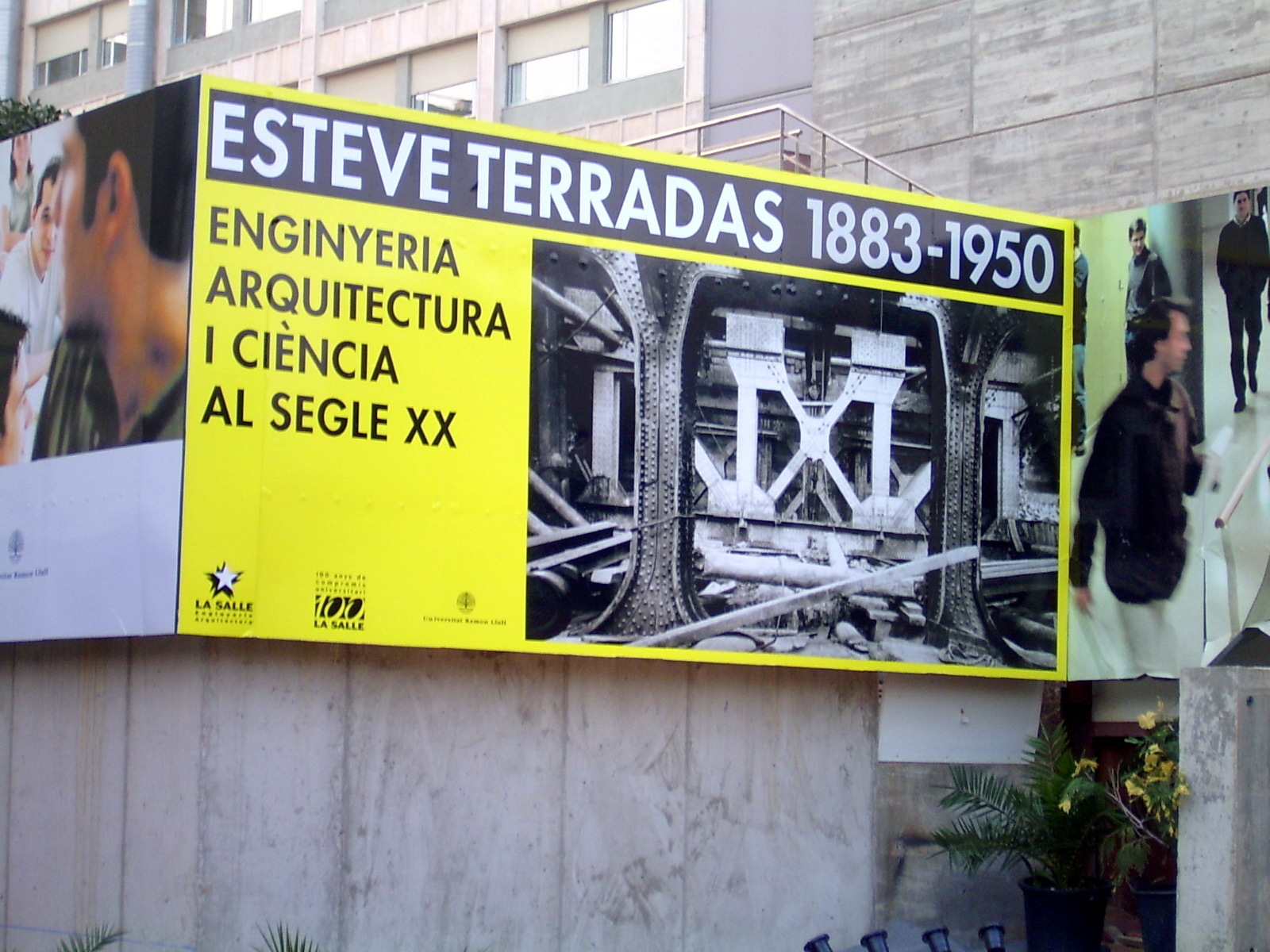
Poster na entrada da exposição em homenagem a Terradas na Escola d'Enginieria i Arquitectura de la Salle (Barcelona) em 2004.

## Obras
Em 1910 publicou "Discrete elements of matter and radiation", "Corrientes marinas" (1941) e, para ser admitido na Real Academia Espanhola, o volume "Neologismos, arcanismos in plàtica de ingenieros" (1946). Como um enciclopediata foi autor de diversos artigos na Enciclopedia Espasa, incluindo tópicos como mecânica celeste, lua e teoria da relatividade.